# Anne-Marie Flambard Héricher
Anne-Marie Flambard Héricher est une historienne et archéologue médiéviste française née le 11 février 1946 à Saint-Pierre-sur-Dives. Elle est une spécialiste de la castellologie.

## Biographie
Anne-Marie Flambard Héricher est née à Saint-Pierre-sur-Dives. Archéologue formée à l'université de Caen, elle fouille à la fin des années 1970, le château normand de Scribla, en Calabre. Cette étude est la matière de sa thèse de troisième cycle, soutenue en 1983 et intitulée Le château de Scribla et la basse vallée du Crati (Calabre) du XIIIe au XVe siècle.
Anne-Marie Flambard Héricher est d'abord enseignante dans l'enseignement primaire puis secondaire avant d’être nommée maître de conférences à l'université de Rouen en 1992. Elle soutient en 1996, à l'université de Caen, sa thèse d'habilitation à diriger les recherches, intitulée Lieux de pouvoir, lieux de production, lieux de vie : une approche archéologique de la société et de l’économie médiévale, et qui porte à la fois sur la castellologie et la céramologie. Elle devient professeur des universités à l'université de Rouen en 1997.
Anne-Marie Flambard Héricher mène des fouilles archéologiques au château de Vatteville, au château de Bretoncelles et au château Ganne et organise l'étude des fortifications médiévales en Normandie. Elle prend la tête des publications du Centre de recherches archéologiques et historiques anciennes et médiévales de l'université de Caen. Elle y publie notamment les colloques « Château-Gaillard », créés par Michel de Boüard tout en dirigeant la revue Archéologie médiévale,. Elle dirige également les Cahiers du GRHIS à l'université de Rouen.

## Distinctions

### Mélanges
- Élisabeth Lalou, Bruno Lepeuple et Jean-Louis Roch (dir.), Des châteaux et des sources : Archéologie et histoire dans la Normandie médiévale. Mélanges en l'honneur d'Anne-Marie Flambard Héricher, Mont-Saint-Aignan, Publications des universités de Rouen et du Havre, 2008, 624 p. (ISBN 978-2-87775-458-3, lire en ligne)[8].

### Décoration
- Chevalière de la Légion d'honneur (décret du 12 juillet 2013)

## Publications

### Ouvrages personnels
- La « Butte du Château » à Bretoncelles, rapport intermédiaire de fouille programmée, Caen, Service régional de l’archéologie de Basse-Normandie, 1998, 50 p.
- Étude et inventaire du matériel découvert sur le site du « Vieux Château » de Vatteville-la-Rue (76), vol. 1-4, Rouen, Service régional de l’archéologie de Haute-Normandie, 1999.
- Potiers et poteries du Bessin : Histoire et archéologie d'un artisanat rural du XIe au XXe siècle, en Normandie, Caen, Publications du CRAHM, 2002, 407 p. (ISBN 978-2-902685-10-3)[9].
- Le château Ganne: premiers résultats de la fouille archéologique, Caen, Publications du CRAHM, coll. « Lieux communs », 2008 (ISBN 978-2-902685-47-9, lire en ligne)[10].
- Scribla : La fin d’un château d’origine normande en Calabre, Rome, École française de Rome, coll. « collection de l'École française de Rome » (no 421), 2010, 360 p. (ISBN 9782728308613, lire en ligne)[11],[12],[13],[14].
- Le château de Vatteville et son environnement, de la résidence comtale au manoir de chasse royal, XIe – XVIe siècle  (préf. Vincent Juhel), Caen, Société des antiquaires de Normandie, 2023 (ISBN 9782919026272).

### Ouvrages sous sa direction
- Xavier Delestre et Anne-Marie Flambard Héricher (dir.), La céramique du XIe au XVIe siècle en Normandie, Beauvaisis, Ile-de-France, Mont-Saint-Aignan, Université de Rouen, coll. « Publications de l'Université de Rouen » (no 202), 1995 (lire en ligne)[15].
- Anne-Marie Flambard Hérichier (dir.), Frédéric II (1194-1250) et l'héritage normand de Sicile : Colloque de Cerisy-la-Salle (25-28 septembre 1997), Caen, Presses universitaires de Caen, 2001, 240 p. (ISBN 978-2-84133-110-9 et 978-2-84133-809-2).
- Peter Ettel, Anne-Marie Flambard Héricher et Tom E. McNeill (dir.), Château-Gaillard 20 : Études de castellologie médiévale. Actes du colloque international de Gwatt (Suisse), Caen, Publications du CRAHM, 2002, 306 p. (ISBN 978-2-902685-11-0)[16].
- Anne-Marie Flambard Héricher (dir.), La progression des Vikings, des raids à la colonisation, Mont-Saint-Aignan, Publications de l'Université de Rouen, coll. « Cahiers du GRHIS » (no 14), 2003, 220 p. (ISBN 978-2-87775-346-3).
- Anne-Marie Flambard Héricher et Yannick Marec (dir.), Médecine et société de l'Antiquité à nos jours, Mont-Saint-Aignan, Publications de l'Université de Rouen et du Havre, coll. « Cahiers du GRHIS » (no 16), 2005, 160 p. (ISBN 978-2-87775-395-1).
- Anne-Marie Flambard Héricher, Peter Ettel et Tom E. McNeill (dir.), Château et peuplement : Actes du Colloque international de Voiron (Isère, France), 28 aout - 4 septembre 2004, Caen, Publication du Crahm, coll. « Château Gaillard : études de castellologie médiévale », 2006, 380 p. (ISBN 978-2-902685-34-9)[17],[18],[19],[20].
- Anne-Marie Flambard-Héricher (dir.), Les lieux du pouvoir au Moyen Âge en Normandie et sur ses marges, Caen, Publications du CRAHM, coll. « Tables rondes du CRAHM 2 », 2006, 245 p. (ISBN 978-2-902685-32-5)[21],[22],[23].
- Anne Marie Flambard Héricher et Véronique Gazeau (dir.), 1204. La Normandie entre Plantagenêts et Capétiens, Caen, Publications du CRAHM, 2007, 440 p. (ISBN 978-2-902685-35-6)[24],[25],[26],[27],[28].
- Mathieu Arnoux et Anne-Marie Flambard Héricher (dir.), La Normandie dans l'économie européenne : XIIe – XVIIe siècle : Colloque de Cerisy-la-Salle, 4-8 octobre 2006, Caen, Publications du CRAHM, 2010, 232 p. (ISBN 978-2-902685-69-1)[29],[30],[31].
- Anne-Marie Flambard Héricher et Jacques Le Maho (dir.), Château, ville et pouvoir au Moyen Âge, Caen, Publications du CRAHM, 2012, 298 p. (ISBN 978-2902685837)[32],[33].
- Peter Ettel, Anne-Marie Flambard Héricher et Kieran Denis O'Conor (dir.), L'origine du château médiéval : Actes du colloque international de Rindern, Allemagne, 28 août-3 septembre 2010, Caen, Publications du CRAHM, coll. « Château-Gaillard » (no 25), 2012 (ISBN 978-2-84133-417-9)[34].
- Peter Ettel, Anne-Marie Flambard Héricher et Kieran Denis O'Conor (dir.), L'environnement du château : Actes du colloque international de Roscommon, Irlande, 14-18 août 2016, Caen, Presses universitaires de Caen, coll. « Publications du CRAHAM Château Gaillard » (no 28), 2018, 364 p. (ISBN 978-2-84133-891-7)[35],[36].
- Anne-Marie Flambard-Héricher et François Blary (dir.), L’animal et l’homme : de l’exploitation à la sauvegarde, Paris, Éditions du Comité des travaux historiques et scientifiques, coll. « Actes des congrès nationaux des sociétés historiques et scientifiques », 2021 (ISBN 978-2-7355-0882-2, lire en ligne).